# Maria Redaelli
Maria Angela Redaelli, vedova Granoli (Inzago, 3 aprile 1899 – Novate Milanese, 2 aprile 2013), è stata una supercentenaria italiana, vissuta 113 anni e 364 giorni.

## Biografia
Maria Redaelli nacque il 3 aprile 1899 ad Inzago, in provincia di Milano, da Marina Gorla e Carlo Redaelli. Di origine contadina, si sposò con Gaspare Granoli (1898-1979). Dal marito ebbe 2 figli: Luigi (1930-2004) e Carla (1925). Lavorò per oltre 40 anni come maestra di filanda, trasferendosi dapprima a Sesto San Giovanni nel 1954, dove il marito lavorava come maestro di fonderia alla Breda Fucine, e successivamente a Novate Milanese nel 1974, dove Maria ha vissuto sino alla fine con la figlia Carla e il nipote Lamberto. 
Ebbe un'ospedalizzazione importante nel 2003, quando a 104 anni di età fu operata al femore che si era rotto dopo una brutta caduta, cui seguì una convalescenza di sei mesi.
Conservandosi in ottima e sorprendente salute, a 113 anni era ancora autosufficiente: nonostante l'avanzatissima età, leggeva quotidianamente i giornali, guardava la televisione seguendo le partite di calcio, lavava i piatti e riusciva a muoversi con l'aiuto di un deambulatore. Ricondusse la motivazione della sua longevità principalmente al rifiuto di assumere farmaci, ed al consumo quotidiano di cibi freschi e non conservati, mangiando solo il necessario. 
Tifosa dell'Inter da sempre, nel 2004 ricevette la visita del calciatore interista Ivan Ramiro Cordoba (a cui fece una donazione per aiutare l'associazione da lui fondata Colombia te quiete ver, per aiutare i bambini colombiani non vedenti) e nel 2007 del capitano Javier Zanetti. 
Il 23 febbraio 2012 divenne decana d'Italia in seguito alla morte della veneta Stella Nardari, e l'8 giugno 2012 con la scomparsa della francese Marie-Thérèse Bardet divenne decana d'Europa.
Il 3 aprile 2012 festeggiò il suo 113º compleanno con una grande festa organizzata dal comune di Novate Milanese, alla presenza del sindaco Lorenzo Guzzeloni, di Bedy Moratti (sorella di Massimo Moratti), dell'amministratore delegato dell'Inter Ernesto Paolillo, e di tanti concittadini, al termine della quale venne donata a Maria una maglia speciale con gli auguri da parte della squadra dell'Inter.
Il 31 marzo 2013, in occasione della Pasqua, ricevette un telegramma con gli auguri da parte dell'allora Presidente della Repubblica Giorgio Napolitano.
Morì improvvisamente nel sonno nella sua casa di Novate Milanese il 2 aprile 2013, un giorno prima di compiere 114 anni, suscitando il cordoglio di Bedy e Massimo Moratti, e dell'intera squadra dell'Inter. Le succedette come decana d'Italia e d'Europa la connazionale e coscritta Emma Morano.
All'epoca della sua morte era, oltre che la persona vivente più longeva d'Italia e d'Europa, la quarta persona vivente più longeva del mondo dietro i giapponesi Jirōemon Kimura e Misao Okawa, e la statunitense Gertrude Weaver.
Si trova all'8º posto nella classifica degli italiani più longevi di sempre e al 38º posto in quella degli europei più longevi di sempre. È inoltre la persona più longeva di sempre della Lombardia, e di conseguenza anche della provincia di Milano.